# Cerro El Pital
Il Cerro El Pital è una montagna dell'America Centrale, situata al confine di El Salvador. La montagna è localizzata a circa 12 km dalla città di La Palma e rappresenta il punto più elevato nel territorio di El Salvador. La sua altitudine è di 2730 metri s.l.m..